# Витіснення нафти діоксидом вуглецю
Витіснення нафти діоксидом вуглецю — метод збільшення нафтовіддачі пластів.
Для підвищення нафтовіддачі пластів діоксидом вуглецю застосовують у вигляді водного розчину (карбонізованої води) і у зрідженому стані у вигляді облямівки, яка просувається цією водою. Вуглекислий газ СО2 при температурі 20 0С під впливом тиску 5,85 МПа перетворюється в безбарвну рідину густиною 770 кг/м3, критична його температура 31,05 0С, критичний тиск 7,38 МПа. СО2 добре розчиняється у воді і нафті, істотно змінюючи їх властивості: зменшується в'язкість нафти, значно зростає її об'єм, знижується поверхневий натяг нафти на межі з карбонізованою водою, поліпшуються її миючі та нафтовитісняючі властивості.
Двоокис вуглецю, розчиняючи карбонатний цемент, збільшує проникність пористого середовища, а при контакті з нафтою екстрагує з неї легкі вуглеводні. Якщо у нафті міститься достатньо легких вуглеводнів, а пластовий тиск і температура відповідають критичним параметрам утворюваних сумішей, то можуть виникати умови змішуваності нафти з двоокисом вуглецю. У результаті дії названих факторів нафтовіддача при використанні СО2 може зростати на 10—15 % у порівнянні з нафтовіддачею при звичайному заводненні.